# Botanophila latifrontalis
Botanophila latifrontalis este o specie de muște din genul Botanophila, familia Anthomyiidae. A fost descrisă pentru prima dată de Huckett în anul 1924. Conform Catalogue of Life specia Botanophila latifrontalis nu are subspecii cunoscute.